# الأسفار الأربعة
الحكمة المتعالية في الأسفار العقلية الأربعة أو الأسفار الأربعة هو كتاب من تأليف صدر الدين الشيرازي المعروف بالملا صدرا وصدر المتألهين المتوفى سنة 1050 هـ، وهو فيلسوف وعالم إسلامي كبير، ومؤسس مدرسة الحكمة المتعالية، وهي ثالث مدرسة فلسفية رئيسية في الإسلام.
يمثل هذا الكتاب عمدة مؤلفات الملا صدرا، وأشهرها على الإطلاق، وتلتقي عنده وتتقاطع جميع مؤلفاته الأخرى، وهو أول ما خرج به بعد عزلته، ويحتوي على زبدة أفكاره، وجوهر فلسفته.
فهو حاول من خلاله جمع خلاصة آرائه الفلسفيّة.
صنّف ملاصدرا كتابه على أربعة أسفار تتطابق مع الأسفار الأربعة للسالكين من العرفاء والأولياء، وقال فيه: «إن للسلاك من العرفاء والأولياء أسفارا أربعة، أحدها السفر من الخلق إلى الحق وثانيها السفر بالحق في الحق وثالثها السفر من الحق إلى الخلق ورابعها السفر بالخلق في الحق».
يقع هذا الكتاب في طبعته الحديثة الصادرة عن دار التراث العربي عام 1982م بتسعة مجلدات، وهذه النسخة مصورة عن نسخة إيرانية قام بتحقيقها ونشرها العلامة محمد حسين الطباطبائي. ولهذا الكتاب نسخة أخرى قام بتحقيقها ووضع هوامش لها آية الله حسن حسن زاده آملي، صدرت عام 1414هـ عن مؤسسة الطباعة والنشر في وزارة الثقافة والإرشاد الإسلامي في طهران.

## المؤلف
محمد بن إبراهيم صدر الدين الشيرازي (ت 1050 هـ)، المعروف بالملا صدرا وصدر المتألهين، هو فيلسوف وعالم إسلامي كبير، ومؤسس مدرسة الحكمة المتعالية، وهي ثالث مدرسة فلسفية رئيسية في الإسلام. وهو شيّد أركان مدرسته على نظريّته الأساسية: أصالة الوجود واعتبارية الماهية، بعد أن كانت الفلسفة الإسلامية مبنيّة على القول بأصالة الماهية.
وينسب إليه نهج الجمع بين الفلسفة والعرفان. حيث أنه دمج لأول مرة الفلسفات المشائية والإشراقية والعرفانية والكلام، وجمع بين العقل والكشف والشرع. وكان طرحه متطورا جدا وفاق حدود عصره مما صعب على معاصريه أن يقبلوه فلاقى من معاصريه صنوف المضايقات بسبب ذلك فكُفِّر ورمي بأبشع التهم حتى طرد من بلدته، فما كان منه إلا أن هجر القوم إلى القرى النائية منقطعا إلى الرياضة الروحية حتى تجلت له العلوم الباطنية فعاد على البشرية بحكمته المتعالية.
و كان من ابرز اساتذته الشيخ البهائي وميرداماد وميرفندرسكي، ومن أشهر تلامذته الفيض الكاشاني وفياض اللاهيجي. له مؤلفات عده، لكن يمثل كتابه الأسفار عمدة مؤلفاته وأشهرها على الإطلاق، حيث تلتقي عنده وتتقاطع جميع مؤلفاته الأخرى، وبعبارة أخری هو الأصل الذي تتفرع عنه جميع مؤلفاته الأخری، وهو أول ما خرج به بعد عزلته، ويحتوي على زبدة أفكاره، وجوهر فلسفته. فهو جمع فيه خلاصة آرائه الفلسفيّة وشرح نظامه الفلسفي.

## مضمون الكتاب
يعرض الكتاب للأسفار العقلية التي تكون بمحاذاة الأسفار الروحية في علاقة ذاتية داخلية في أعماق النفس الإنسانية، فلا انفكاك لأحدهما عن الآخر. إنّ السفر نحو المواطن أو المنزل الأول للنفس، باتجاه المقصد أو المطلب الأخير، وهذا السفر، بحسب الشيرازي، هو سفر للجوهر الإنساني الواحد بكلّه العقلي والروحاني، فلكل سفر في عالم الملكوت، ما يوازيه في عالم الملك، ولكل سفر في عالم القلب، ما يضاهيه في عالم الفكر، على قاعدة التركيب الاتحادي بينهما؛ وهذه الحقيقة يشير إليها الشيرازي نفسه في بداية كتابه: «فرتَبْتُ كتابي هذا، طبق حركاتهم في الأنوار والآثار علی أربعة اسفار، وسمّيته بالحكمة المتعالية في الاسفار العقلية».
والأسفار جمع سَفر، والسفر هو الحركة عن الموطن أو الموقف متوجها إلى المقصد بطي المراحل وقطع المنازل. والكتاب مرتب ترتيباً عقليا بحسب ما للسلاك من العرفاء والاولياء من أسفار روحية أربعة. وهي:
1. السفر من الخلق إلى الحق.
2. السفر بالحق في الحق.
3. السفر من الحق إلى الخلق بالحق.
4. السفر بالحق في الخلق.

الأول السفر من الخلق إلى الحق برفع الحجب الظلمانية والنورية التي بين السالك وبين حقيقته التي هي معه أزلا وأبداً، فإذا أفنى السالك ذاته فيه تعالى ينتهي سفره الأول ويصير وجوده وجوداً حقانياً؛ ثم عند إنتهاء السفر الأول يأخذ السالك في السفر الثاني وهو السفر من الحق إلى الحق بالحق وإنما يكون بالحق لأنه صار ولياً وجوده وجوداً حقانياً فيأخذ في السلوك من موقف الذات إلى الكمالات واحداً بعد واحد حتى يشاهد جميع كمالاته؛ والسفر الثالث هو السفر من الحق إلى الخلق بالحق ويسلك من هذا الموقف في مراتب الأفعال ويزول محوه ويحصل له الصحو التام ويبقى ببقاء الله ويسافر في عوالم الجبروت والملكوت والناسوت ويشاهد هذه العوالم كلها بأعيانها ولوازمها؛
وأدرج شيرازي النفس واحوالها ومراتبها ضمن السفر الرابع، وهو سفر بالحق في الخلق، فيشاهد الخلائق وآثارها ولوازمها فيعلم مضارها ومنافعها في العاجل والآجل يعني في الدنيا والآخرة ويعلم رجوعها الی الله وكيفية رجوعها وما يسوقها ويقودها. وعليه تدخل أبحاث العلم في سياق مسائل التجرد، إي مسائل ماوراء الطبيعة؛ إذاً هي أبحاث ميتافيزيقية شأنها شأن أبحاث الوجود وليس الماهية.

## حواشي الكتاب
كتب العلماء العديد من الحواشي والتعليقات على الكتاب وأجزائه نذكر منها ما يلي:
- حاشية ميرزا أبو الحسن ابن السيد محمد الطباطبائي (ت: 1314 هـ)[10]
- حاشية العلامة إسماعيل بن المولى سميع الأصفهاني (ت: 1277 هـ)
- حاشية ميرزا محمد رضا القومشهي (ت: 1306 هـ) وهذه الحاشية مبسوطة على تمام الأسفار لكنها غير مدونة
- حاشية عبد الله الزنوزي التبريزي
- حاشية آقا علي المدرس التبريزي وهي قليلة على بعض مواضع الأسفار
- حاشية آخوند الملا علي النوري المتوفى (ت: 1246 هـ)
- حاشية الملا هادي بن مهدي السبزواري (ت: 1289 هـ) وهي على ثلاثة مجلدات من الأسفار فرغ من تأليفها عام 1277 هـ وطبعت بإيران.